# Южновеликопольские говоры

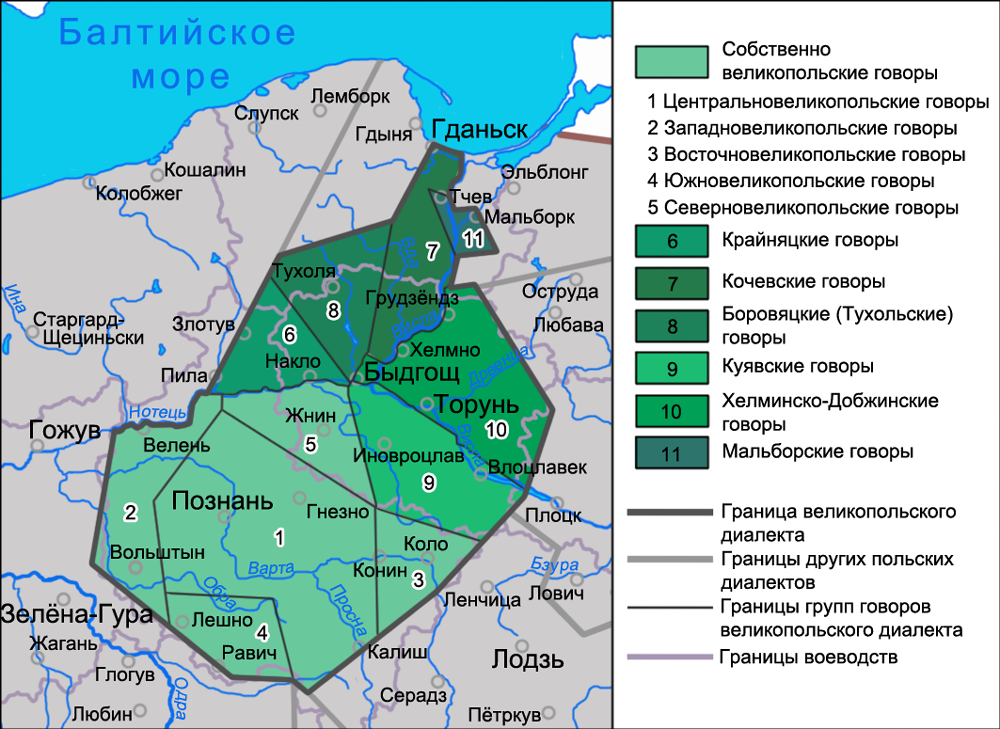
Южновеликопольские говоры на карте великопольского диалекта

Южновеликопо́льские го́воры (пол. gwary południowowielkopolskie) — группа говоров великопольского диалекта, распространённых на юго-западе Великопольского воеводства.
Вместе с западновеликопольскими говорами южновеликопольские размещены на крайнем западе территории распространения великопольского диалекта, а до образования новых смешанных диалектов после второй мировой войны находились на крайнем западе всего польского диалектного массива. Такое размещение говоров — в зоне немецко-польских языковых контактов — обусловило появление в речи носителей южновеликопольских говоров большого числа германизмов, в настоящее время исчезающих в речи жителей южновеликопольских сёл.

## Вопросы классификации
Территория распространения южновеликопольских говоров в классификациях всех польских диалектологов включается в состав великопольского диалекта, начиная с классификации К. Нича, также южновеликопольские говоры выделяются в пределах великопольского диалекта всеми исследователями как обособленное диалектное объединение. Различия отмечаются только в охвате территории, занимаемой данными говорами. Основные классифицирующие признаки польских диалектов К. Нича, выделяющие великопольский диалект в целом: изоглоссы отсутствия мазурения и наличия звонкого типа межсловной фонетики, характерны и для южновеликопольских говоров.

## Область распространения
Южновеликопольские говоры занимают территорию в юго-западной части Великопольского воеводства в районах городов Лешно, Гостыни, Кроби, Равича и других. С севера и востока они граничат с территорией распространения центральновеликопольских говоров, с юго-востока — с территорией распространения говоров силезского диалекта, с юга и запада к южновеликопольским примыкают новые смешанные польские диалекты, с северо-запада — западновеликопольские говоры.

## Общие особенности говоров
Южновеликопольские говоры разделяют все диалектные явления собственно великопольских говоров, а также включают характерные только для них черты, в числе которых:
1. Вставка t, d в группах *s’r’, *z’r’. Подобные эпентетические элементы характерны для кашубского языка и силезского диалекта[15].
2. Отсутствие перехода vo в u̯o: woda (рус. вода), в других великопольских говорах: u̯oda.
3. Утрата ринезма носовых гласных перед фрикативными согласными: gyeśi (польск. литер. gęsi, рус. гуси), v́uzać (польск. литер. wiązać, рус. вязать).
4. Палатализирующее воздействие i / y на последующие смычные переднеязычные согласные, последовательно на n: syń (польск. литер. syn, рус. сын), żyt’uo (польск. литер. żyto, рус. рожь)[16].

Кроме этого диалектные особенности отмечаются и в отдельных говорах. Так, для говоров деревень в окрестностях Равича характерно наличие мазурения (вероятно, обусловленное прежним вхождением данных говоров в северносилезский диалектный ареал)
. Своеобразной лексикой отличаются говоры субэтнической группы бискупян.

## Говор Буковца Горного
Говор села Буковца Горного (пол. Bukówiec Górny) представляет западный ареал южновеликопольских говоров и располагается на западной границе языковой области так называемых старых польских племенных диалектов (не относясь к новым смешанным говорам). Соседство в прошлом с немецкими селениями, и включение вместе с остальными великопольскими землями в состав Пруссии до 1919 года способствовало появлению в говоре большого числа германизмов. В настоящее время число заимствований из немецкого языка значительно уменьшилось, они характерны главным образом для речи старшего поколения. Жители Буковца Горного не перешли на немецкий язык, несмотря на то, что село находилось в границах Пруссии в течение длительного времени, немалую роль в этом сыграло стремление жителей села сохранить свои традиции и свой язык, а также отсутствие во времена прусского господства в селе немецких колонистов.

### Фонетика
1. Распространение звонкого типа сандхи, сохраняющегося и последовательно употребляемого до настоящего времени: brad_ojca i brad_matki, jag_ja.
2. Отсутствие мазурения.
3. Узкое образование континуантов исторически долгих гласных ā, ō, отсутствие на их месте дифтонгов: ā произносится как o (stoć; trowa), ō произносится как u (do dómu, grónka), ē произносится как y (chlyb, grzych), также может произноситься как носовой звук в сочетании с носовыми согласными или как o: połna.
4. Носовые гласные. Гласный ę (носовой переднего ряда) как и в литературном языке в конце слова произносится как e: mówie, prosze и т. п. Гласный ą (носовой заднего ряда) произносится как сочетание om: chcom i robiom z każdom kobitom, z tóm siostrom и т. п.
5. После мягких согласных иногда произносится y: mówily.
6. Лабиализация гласного o как в начале, так и внутри слова: łoboje, tylkłoe[5].

### Лексика
Распространение слов: tuty (tu, tutaj) и др.